# 蘿北口岸
蘿北 口岸（らほく こうがん）は中華人民共和国黒竜江省鶴崗市蘿北県四季屯とロシア連邦アムールジェドの間に位置する水路出入国検査場。
1989年4月8日、国務院により国家一類口岸に指定され、1992年に中露両国政府により正式に国際貨客出入国検査場に指定された。水路による通関が基本であるが、アムール川が氷結する冬季にはトラックによる陸上通関も行われている。

## 黒竜江省内における他の国境施設
- 密山口岸（黒竜江省・鶏西市(地級市)、密山市(県級市)）
- 虎林口岸（黒竜江省・鶏西市(地級市)、虎林市(県級市)）
- 黒河口岸（黒竜江省・黒河市(地級市)、愛輝区(市轄区)）
- 遜克口岸（黒竜江省・黒河市(地級市)、遜克県(市轄区)）
- 孫呉口岸（黒竜江省・黒河市(地級市)、孫呉県(市轄区)）
- 綏芬河口岸（黒竜江省・牡丹江市(地級市)、綏芬河市(県級市)）
- 東寧口岸（黒竜江省・牡丹江市(地級市)、東寧市(県級市)）
- 嘉蔭市口岸（中国語版）（黒竜江省・伊春市(地級市)、嘉蔭県(県級市)）
- 饒河口岸（黒竜江省・双鴨山市(地級市)、饒河県(県級市)）
- 同江鉄路大橋（黒竜江省・ジャムス市(地級市)、同江市(県級市)）
- 黒河・ブラゴヴェシチェンスク大橋（黒竜江省・黒河市(地級市)）